# Butera
Butera ist eine Gemeinde im Freien Gemeindekonsortium Caltanissetta in der Region Sizilien in Italien mit 4118 Einwohnern (Stand 31. Dezember 2023).

## Lage und Daten
Butera liegt 49 Kilometer südlich von Caltanissetta nördlich der Ebene von Gela. Der Haupterwerb der Einwohner ist die Landwirtschaft, insbesondere werden Getreide, Obst und Mandeln produziert.
Die Nachbargemeinden sind Gela, Licata (AG), Mazzarino, Ravanusa (AG) und Riesi.

## Geschichte
Das Gebiet um Butera ist seit vorgeschichtlicher Zeit besiedelt, wie vor allem der archäologische Fundort La Muculufa, etwa 15 Kilometer östlich des Stadtzentrums Buteras, beweist, an dem Funde aus der frühen Bronzezeit (Castelluccio-Kultur) bis aus römischer Zeit ans Licht kamen. Der Ort wurde 854 von den Arabern erobert. 1011 wurde Butera von den Lombarden unter Führung Wilhelms des Bösen zerstört, Wilhelm der Gute baute es wieder auf.
1089 erhob Roger I. Butera zur Grafschaft und übertrug sie seinem Schwiegersohn Enrico del Vasto aus dem Hause der Markgrafen von Savona. In der Stauferzeit gehörte die Grafschaft den Lancia, die von den del Vasto abstammten, und deren berühmteste Vertreterin damals Bianca Lancia war. In der aragonesischen Zeit ging die Grafschaft an die Alagones über, denen sie jedoch 1390 aufgrund des Aufstands des Grafen Manfredi Alagona konfisziert wurde. Martin I. übertrug sie an den Katalanen Ugo de Ademar, Prinz von Santapau. Die Grafschaft umfasste 19 Lehnsorte. 1563 erhob der spanische König Philipp II. sie für Ambrogio Santapau Branciforte, Marchese von Licodia, zum Fürstentum. Die Brancifortes besaßen das Fürstentum Butera bis zur Abschaffung des Feudalismus im Königreich Sizilien im Jahr 1812. Über mehrfache weibliche Erbgänge kamen Burg und Grundbesitz im 19. Jahrhundert wieder zurück an die Familie Lancia (den Zweig Lanza Branciforte, Fürsten von Trabia).

## Sehenswürdigkeiten
- Pfarrkirche San Tomaso aus dem 18. Jahrhundert mit Altargemälde Madonna degli Angeli von Filippo Paladini
- Piazza Dante
- Nekropole nördlich der Stadt, mit Gräbern aus dem 4. Jahrhundert v. Chr.
- Das Castello di Falconara ist eine der besterhaltenen Burgen Siziliens. Sie geht zurück auf die Normannische Eroberung Süditaliens im 11. Jahrhundert und wird als arabischer Stützpunkt gesehen. Der quadratische Wachturm stammt aus dem 14. Jahrhundert und diente dem Schutz vor Piraten. Die Burg wurde im 15. Jahrhundert von den aragonesischen Herrschern ausgebaut. Auf dem Grundriss dieser Erweiterungstrakte wurden im 18. Jahrhundert die bestehenden Nebentrakte errichtet. Die Burg ist von einem Palmenhain umgeben und bietet Übernachtungsmöglichkeiten.[2][3] Ihren Namen trägt sie, weil der Turm einst zur Aufzucht von Falken verwendet wurde. Zeitweise war die Burg später im Besitz des in Deutschland geborenen Leutnants Georg (Don Giorgio) Wilding, der in die Familie der Prinzen von Butera eingeheiratet hatte.[4]

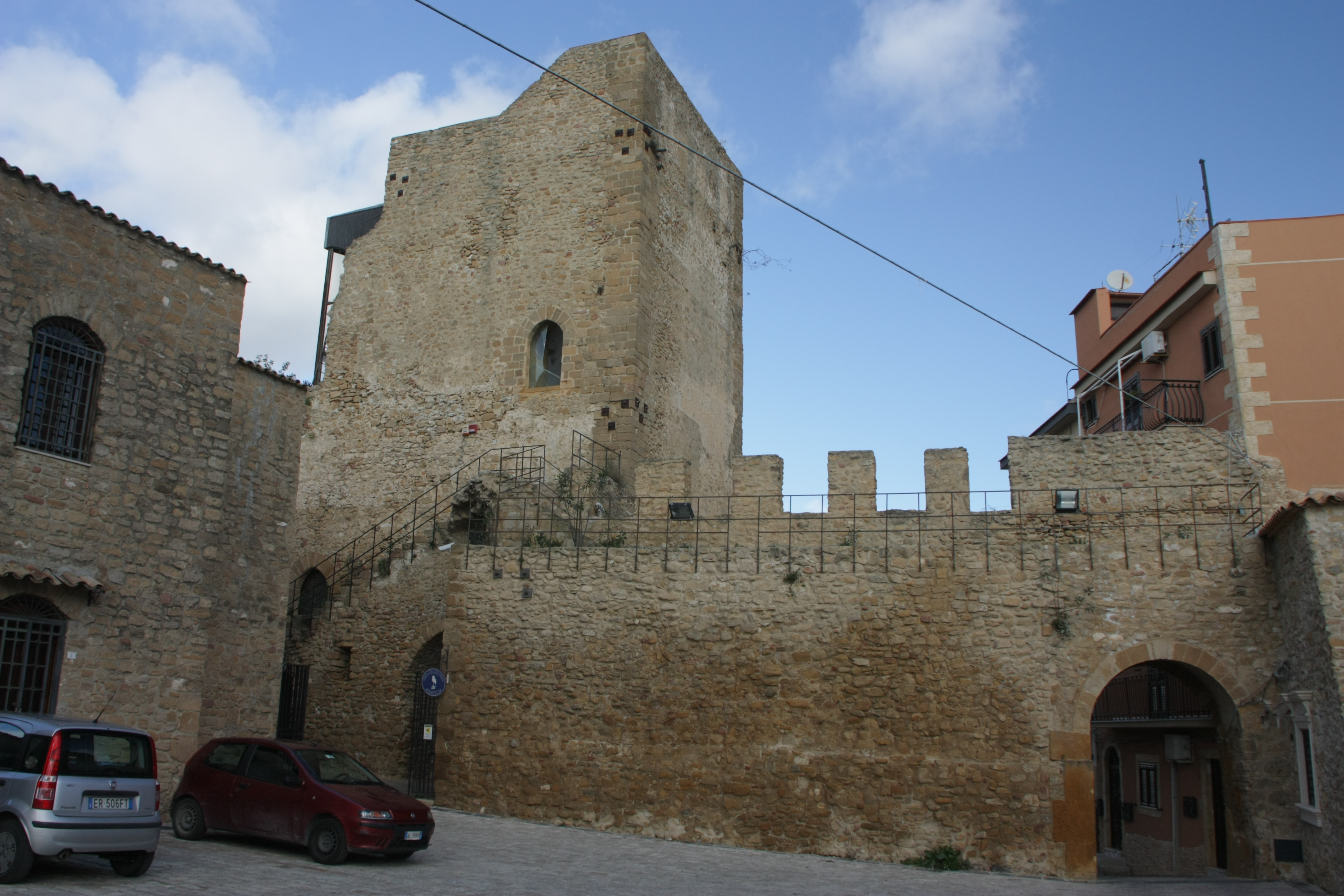
Burg von Butera
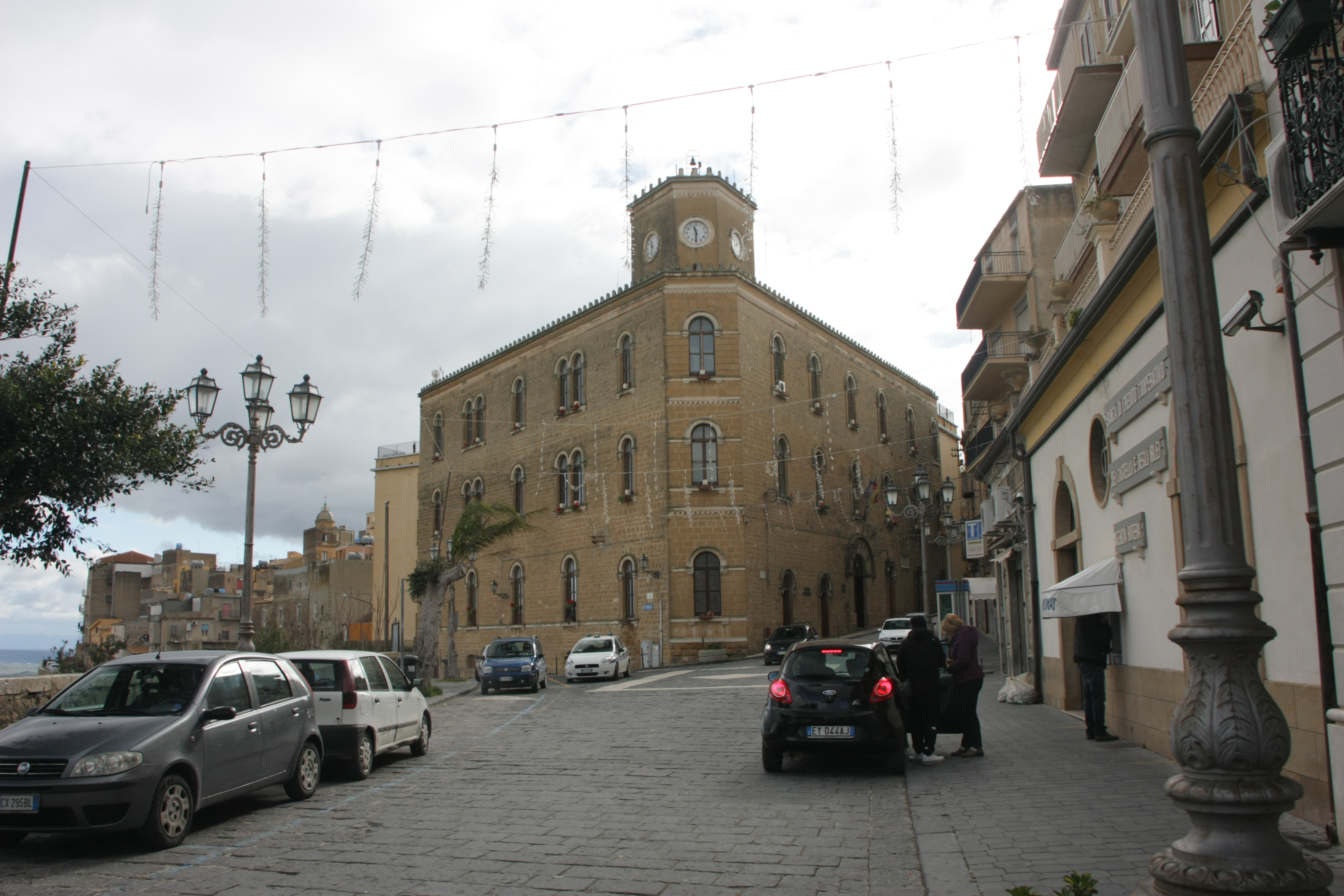
Das Rathaus
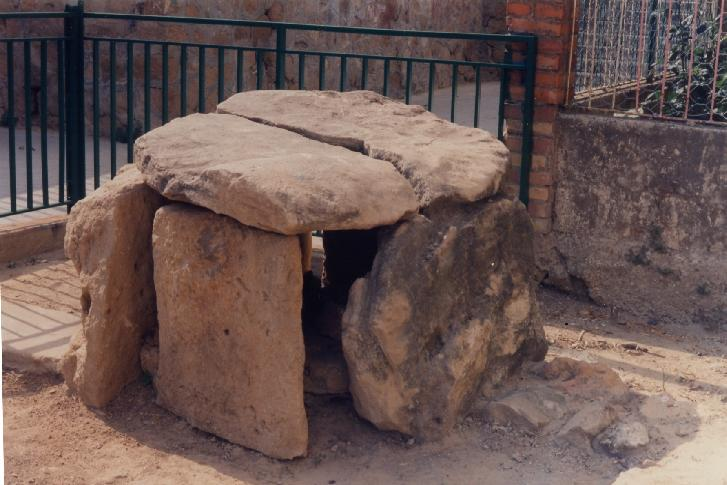
Cista dolmenica von Butera

## Städtepartnerschaften
Es besteht eine Städtepartnerschaft mit der Stadt Gevelsberg in Nordrhein-Westfalen.